# Magdalon Monsen
Johannes Magdalon Monsen, född 19 april 1910 i Bergen, död 4 september 1953 i Bergen, var en norsk fotbollsspelare.
Monsen blev olympisk bronsmedaljör i fotboll vid sommarspelen 1936 i Berlin.